# 砂拉越足球會
砂拉越足球會（英文：Football Association of Sarawak，简称为砂拉越球会）是馬來西亞砂拉越的一家足球會，於1974年成立，現時參與馬來西亞超级足球聯賽。

## 球队主场
球队主场设立在砂拉越古晋的砂拉越体育场，能容纳4万人

## 球队荣誉
马来西亚超级足球联赛
- 1997年 冠军

马来西亚首要足球联赛
- 2013年 冠军
- 2011年 亚军

马来西亚足总杯
- 1992年 冠军
- 1996年，2001年 亚军

马来西亚杯
- 1999年 亚军